# Sunhill
Sunhill – osada w Anglii, w hrabstwie Gloucestershire. Leży 33 km na południowy wschód od miasta Gloucester i 121 km na zachód od Londynu.